# Мањинска права
Мањинска права односе се на појединачна и колективна права мањина . Повољна доктрина у међународном праву означава две класе права, једна је материјално а друга се примењује на морално право.
Права мањина су уграђена у међународном закону о људским правима. Као и права деце, права жена и избегличка права, права мањина успостављена су у конструисаном оквиру како би се осигурало да социјално угрожена група, укључујући ЛГБТ+ и особе са инвалидитетом, у неповољном положају или искључена из друштва, могу постићи равноправност и бити заштићени од прогона.
Права мањина, бар званично, признају различите државе према препорукама међународних тела, углавном Уједињених нација и Унеска. На пример, члан 27. Међународног пакта о грађанским и политичким правима потврђује заштиту права верских, етничких и језичких мањина. У Европи их Француска, Грчка и Турска, за сада не признају.

## Историја
Прва мањинска права усвојена су у јулу 1849. године, од стране револуционарног парламента Мађарске. Права су 1867. године укључена у аустријска права. У анкети спроведеној 2009. године заштита националних мањина није постала опште прихваћено право неких држава, које би требало бити принцип Европе. У спољним односима заштита националних мањина постала је један од главних критеријума за сарадњу са ЕУ или придруживање Европској унији.